# 尤利西斯
《尤利西斯》（英語：Ulysses），是爱尔兰現代主義作家詹姆斯·乔伊斯于1922年出版的长篇小说。小说以时间顺序，讲述了主人公，苦闷彷徨的都柏林小市民——广告推销员利奥波德·布卢姆（Leopold Bloom）于1904年6月16日一昼夜之内在都柏林的种种日常经历。乔伊斯选择6月16日，是因为这一天是他和妻子诺拉·巴纳克尔（Nora Barnacle）首次约会的日子。
小说的题目来源于希腊神话中的英雄奥德修斯（Odysseus，拉丁名为尤利西斯），而《尤利西斯》的章节和内容也经常和荷马史诗《奥德赛》平行对应。乔伊斯将布卢姆在都柏林街头的一日游荡比作奥德修斯的海外十年漂泊，同时刻画了他不忠诚的妻子摩莉以及斯蒂芬寻找精神上的父亲的心理。
本书被认为是现代主义文学中最重要的作品之一，有人称之为“整场（现代主义文学）运动的示范与总结”。小说大量运用细节描写和意识流手法构建了一个交错凌乱的时空，语言上形成了一种独特的风格。《尤利西斯》也是意识流小说的代表作，每年的6月16日被全世界的乔伊斯书迷纪念为“布卢姆日”。

## 创作背景
乔伊斯使用了奥德修斯的罗马名“尤利西斯”据说是由于他从英国散文家查尔斯·兰姆的儿童作品《尤利西斯的历险》（中译本名为《奥德赛的故事》）最先接触了奥德赛的故事。他曾评论认为奥德修斯是文学史上涵盖意义最广泛的人物形象，并试图以尤利西斯的历险为主题写一篇短篇小说发表在《都柏林人》中，并最终从1914年起开始创作长篇小说。
《尤利西斯》中的人物形象与乔伊斯的其他作品一样，大多有其生活原型。乔伊斯本人出生于一个经济状况良好的天主教家庭，但后来由于爱尔兰民权运动领袖帕内尔的倒台以及父亲酗酒等原因家道中落，乔伊斯也选择放弃天主教信仰。1902年乔伊斯离家前往巴黎学习医学，1903年母亲病危赶回都柏林，临终床前乔伊斯和弟弟斯坦尼洛斯·乔伊斯却出于对天主教的叛逆坚持不肯下跪。后来乔伊斯把这一经历写入《尤利西斯》第一章并加以渲染。1904年起乔伊斯再次离家，并结识了一个年轻的医科大学生、诗人奥列佛·圣约翰·戈加蒂。尽管并不是很信任他，乔伊斯依然被他的才华所吸引，后来戈加蒂成为《尤利西斯》中“壮鹿”马利根的原型。戈加蒂在都柏林湾租了一幢爱尔兰抵抗拿破仑进攻时建造的圆形石堡，想要用来作为根据地发起将爱尔兰文艺古希腊化的文化运动，乔伊斯在邀请下也住进石堡。但两人时常发生摩擦，其后戈加蒂的一个英国牛津朋友也搬进石堡，他爱好盖尔语，并给自己起了一个盖尔人的名字，他成为乔伊斯书中海因斯的原型。一天夜里他做恶梦梦见被黑豹追赶，半梦半醒之间竟然抓起手枪扣动扳机，险些击中乔伊斯。惊醒的乔伊斯决定立刻离开石堡不再回来，尽管当时是半夜，后来乔伊斯将这段经历也写入《尤利西斯》第一章中。后来乔伊斯在一家妓院喝醉，遇上了蛮不讲理的宪兵（第十五章中的宪兵卡尔和宪兵康普顿）发生争吵并动手，幸好被他父亲的朋友亨特先生遇见解救。乔伊斯于是产生灵感，想要为亨特先生写一篇在都柏林的历险，于是亨特先生成为布卢姆的原型。其他重要的原型包括：西蒙·迪达勒斯（斯蒂芬的父亲，以乔伊斯的父亲为原型），摩莉（以乔伊斯的妻子诺拉为原型）。

## 出版史
《尤利西斯》写于1914年至1921年间，1918年起开始分章节在一家名为The Little Review的美国杂志连载，直到1920年连载到第十三章《瑙西卡》时因包含有大量描写主角行手淫的情节被美国有关部门指控为淫秽。1921年《尤利西斯》在美国和英国遭禁，但其后（1922年）在爱好现代主义文学的西尔维亚·毕奇小姐的帮助下，《尤利西斯》得以在法国巴黎的莎士比亚书屋首次完整出版。然而直到20世纪30年代初《尤利西斯》在美国、英国、爱尔兰等国仍然被列为禁书。
在W·B·叶芝和T·S·艾略特等多位欧美知名作家的支持下，1933年12月6日纽约南区地方法庭的约翰·乌尔赛法官宣判《尤利西斯》尽管包含性描写但并非色情作品，从而并不淫秽。次年1月《尤利西斯》在美国由兰登书屋出版。

## 小说结构
小说人物上，《尤利西斯》也保持了与《奥德修斯》的对应关系。利奥波德·布卢姆是奥德修斯的反英雄式现代翻版，他的妻子摩莉·布卢姆（Molly Bloom）则对应了奥德修斯的妻子帕涅罗佩（Penelope），青年学生斯蒂芬·迪达勒斯（Stephen Dedalus，也是乔伊斯早期作品《一个青年艺术家的画像》主人公，以乔伊斯本人为原型）则对应奥德修斯的儿子忒勒玛科斯（Telemachus）。
《尤利西斯》全书共分为三部分十八章，每一小時寫一章，展現發生在都柏林一天十八小時中的種種事情。表面上每章内容晦涩凌乱，实则内部结构与荷马的《奥德赛》有密切联系。每一章节都有其独特的写作技巧，并对应一个《奥德赛》的故事主题，角色和情节也和《奥德赛》有不同层次的对应。《尤利西斯》最後一章有四十頁沒用標點符號，是意識流的經典作品，描寫布盧姆妻子莫莉的情感獨白，心理分析師榮格說是心理學的精華，沒人能像喬伊斯這樣把女性的心理分析的如此透徹。《尤利西斯》在The Little Review连载期间，每章都加上了下表中的标题。但据说出于避免使读者过于关注这些对应关系的考虑，乔伊斯并未将标题等提示性内容在其后正式出版的书中写明。
忒勒玛基亚
1. 忒勒玛科斯
2. 奈斯托
3. 普洛透斯

奥德赛
1. 卡吕普索
2. 食忘忧果的种族
3. 阴间
4. 埃俄罗斯
5. 莱斯特吕恭人
6. 斯库拉和卡律布狄斯
7. 游动山崖
8. 塞壬
9. 独眼巨人
10. 瑙西卡
11. 太阳神牛
12. 喀耳刻

回归
1. 欧迈俄斯
2. 伊萨卡
3. 帕涅罗佩

乔伊斯本人于1920年在书信中评论此书为：
它是一部关于两个民族（以色列-爱尔兰）的史诗，同时是一个周游人体器官的旅行，也是一个发生在一天（一生）之间的小故事……它也是一种百科全书。

### 忒勒玛基亚
忒勒玛基亚（The Telemachia）是以青年学生斯蒂芬·迪达勒斯的活动为主线的部分，对应着忒勒玛科斯开始对父亲奥德修斯的寻找。时间跨度为上午八点到上午十一点。

#### 忒勒玛科斯（第一章）
- 时间：8:00
- 场景：圆形石堡
- 器官：无(意識)
- 学科：神学
- 颜色：白色、金色
- 象征物：继承人
- 技巧：叙事（年轻的）
- 对应：忒勒马科斯，哈姆雷特-斯蒂芬·迪达勒斯；安提诺奥斯-壮鹿马利根；门托尔-送奶女工
- 《奥德赛》：《奥德赛》以众神会议作为开篇，宙斯决定准许奥德修斯返回故乡。而此时在伊萨卡，奥德修斯的儿子忒勒玛科斯和妻子帕涅罗佩无法忍受以傲慢的安提诺奥斯为首的求婚者们的骚扰。在雅典娜的帮助下，忒勒玛科斯开始踏上寻父之旅。
- 《尤利西斯》：《尤利西斯》以描述位于爱尔兰岛东岸的都柏林湾的一座圆形石堡里的三个年轻人：“壮鹿”马利根（一个冷漠、言辞尖刻且狂躁的医科学生）、斯蒂芬·迪达勒斯（《一个青年艺术家的画像》中的年轻作家）和海因斯（一个喜好卖弄盖尔语的英国牛津人）的清晨活动作为开篇。斯蒂芬昨夜被海因斯的恶梦和其后歇斯底里地开枪所惊吓，精神很低落；而马利根又开始对斯蒂芬拒绝在他母亲去世前下跪说三道四。早餐时一个老妇人来送牛奶，海因斯向她卖弄似的和马利根讲起了爱尔兰语，后来又向斯蒂芬询问他关于哈姆雷特的理论，但斯蒂芬拒绝了，于是他们两人他们谈论起一些政治和文学的话题。同时本章借马利根之口点明了斯蒂芬寻找精神上的父亲这一主题。三人离开石堡前马利根向斯蒂芬索要了钥匙，斯蒂芬感到自己在这里的地位遭到了篡夺，决定从此离开石堡。

#### 奈斯托（第二章）
- 时间：10:00
- 场景：私立男
- 器官：无
- 学科：历史
- 颜色：棕色
- 象征物：马
- 技巧：教理問答（个人的）
- 对应：奈斯托-戴汐；奈斯托的幼子-萨金特；海伦-奥谢夫人
- 《奥德赛》：忒勒玛科斯遇见了好心（但无聊的）长老奈斯托，除了知道奥德修斯的返家很困难之外，他一无所知。
- 《尤利西斯》：斯蒂芬到达学校，给一群男孩们教授历史和英文，但他们并不把他的努力当回事，而他试图给他们猜古怪的谜语，却始终无法调动起他们的情绪。他在放学后为一个孩子补习算术，之后面见了校长戴汐先生。领取工资时戴汐先生和他讨论了历史问题，并想借助他与报社编辑的“泛泛之交”把信登在报上，斯蒂芬并不情愿地接受了委托。本章在斯蒂芬对戴汐先生的排犹倾向的默默不赞同中结束。

#### 普洛透斯（第三章）
- 时间：11:00
- 场景：桑迪芒特海滩
- 器官：无
- 学科：语言学
- 颜色：绿色
- 象征物：潮水
- 技巧：内心独白（男性的）
- 对应：普洛透斯-物质的最初形态；墨涅拉奥斯-凯文·埃根
- 《奥德赛》：忒勒玛科斯见到了斯巴达王墨涅拉奥斯，得知可以从变化多端的老滑头海神普洛透斯那里获得信息。普洛透斯向忒勒玛科斯告知了埃阿斯和阿伽门农的死，以及奥德修斯被女仙卡吕普索束缚在她的海岛。
- 《尤利西斯》：斯蒂芬漫步在海边，沉思着他所见到的和联想到的，形成绵延不断的意识流。他回想起自己在巴黎的时光，以及自己芬尼亚会的好友凯文·埃根，还有一些性的主题。

### 奥德赛
奥德赛（The Odyssey）是以普通的都柏林小市民利奥波德·布卢姆的活动为主线的部分，结束于布卢姆与迪达勒斯的相遇，对应着奥德修斯在海外的漂泊。时间跨度为上午八点到午夜十二点。

#### 卡吕普索（第四章）
- 时间：8:00
- 场景：布卢姆家
- 器官：肾脏
- 学科：经济学
- 颜色：橙色
- 象征物：宁芙
- 技巧：叙事（成熟的）
- 对应：卡吕普索-宁芙沐浴图；回忆-德鲁加茨肉铺；伊萨卡-锡安
- 《奥德赛》：奥德修斯出场时，在卡吕普索的海岛（有传说在直布罗陀附近）上不情愿地做着她的情人已经七年。雅典娜请求宙斯放奥德修斯回家，于是宙斯派赫耳墨斯向卡吕普索说明情况。卡吕普索最终同意协助奥德修斯返回家园。
- 《尤利西斯》：布卢姆出场时正在家里，位于都柏林西北城区的埃尔克斯大街7号，为他和他妻子（以及他的猫）准备早餐。我们同时得知他喜好吃羊腰子等动物的内脏。布卢姆走到楼上，看到妻子还躺在那张床上，想起那是从直布罗陀运来的老古董。然后他出门到德鲁加茨肉铺买了一个猪腰子，并对街上看到的女人们展开联想。回到家时他发现有两封新信和一张明信片，其中写给摩莉的一封来自摩莉的经纪人（兼情人）“一把火”鲍伊兰，他正筹划着一场邀请摩莉参加的巡回演出，另一封是布卢姆在照相馆工作的十五岁的女儿米莉写给他的感谢信。他然后给摩莉送上早餐，盯起挂在墙上的宁芙沐浴图看。本章最后在布卢姆听到乔治教堂的钟声，并想到即将参加好友帕特里克·迪格南的葬礼而产生的感慨中结束，

#### 食忘忧果的种族（第五章）
- 时间：10:00
- 场景：布卢姆在都柏林的游荡
- 器官：生殖器
- 学科：植物学、化学
- 颜色：无
- 象征物：圣餐
- 技巧：自恋情结
- 对应：食忘忧果的种族-拉车的马、领圣餐者、士兵、入浴者、板球观众

#### 阴间（第六章）
- 时间：11:00
- 场景：灵车
- 器官：心脏
- 学科：宗教
- 颜色：白色、黑色
- 象征物：看门人
- 技巧：梦魇
- 对应：冥界的四条河流-多德河、爱尔兰大运河、皇家运河、利菲河；西西弗斯-马丁·坎宁安；克尔伯罗斯-科菲神父；哈得斯-看门人；海格力斯-丹尼尔·奥康奈尔；埃尔潘诺-狄格南；阿伽门农-帕内尔；埃阿斯-门顿

#### 埃俄罗斯（第七章）
- 时间：12:00
- 场景：报社
- 器官：肺
- 学科：修辞学
- 颜色：红色
- 象征物：三段论
- 技巧：编辑
- 对应：埃俄罗斯-科劳福德；乱伦-新闻；浮岛-新闻界

#### 莱斯特吕恭人（第八章）
- 时间：13:00
- 场景：酒馆
- 器官：食道
- 学科：建筑学
- 颜色：无
- 象征物：警官
- 技巧：肠胃的蠕动
- 对应：安提菲斯-饥饿；诱饵-食物；莱斯特吕恭人-牙齿

#### 斯库拉和卡律布狄斯（第九章）
- 时间：14:00
- 场景：国立图书馆
- 器官：脑
- 学科：文学
- 颜色：无
- 象征物：伦敦斯特拉特福德
- 技巧：辩证法
- 对应：岩石-亚里士多德、教条、斯特拉特福德；漩涡-柏拉图、神秘主义、伦敦；尤利西斯-苏格拉底、耶稣、莎士比亚

#### 游动山崖（第十章）
- 时间：15:00
- 场景：都柏林街道
- 器官：血
- 学科：机械学
- 颜色：无
- 象征物：市民
- 技巧：迷宫
- 对应：博斯普鲁斯海峡-利菲河；欧洲海岸-总督；亚洲海岸-康尼神父；游岩-市民

#### 塞壬（第十一章）
- 时间：16:00
- 场景：音乐沙龙
- 器官：耳
- 学科：音乐
- 颜色：无
- 象征物：女招待员
- 技巧：赋格曲
- 对应：塞壬-女招待员；海岛-酒吧

#### 独眼巨人（第十二章）
- 时间：17:00
- 场景：小酒馆
- 器官：肌肉
- 学科：政治学
- 颜色：无
- 象征物：芬尼亚会
- 技巧：巨人症
- 对应：无人-俺；长树枝-雪茄；挑战-神化

#### 瑙西卡（第十三章）
- 时间：20:00
- 场景：桑迪芒特海滩和附近的岩石
- 器官：眼睛、鼻子
- 学科：绘画
- 颜色：灰色、蓝色
- 象征物：处女
- 技巧：肿胀、消肿
- 对应：费阿刻斯人-海洋之星玛利亚；瑙西卡-格蒂
- 《奥德赛》：奥德修斯离开卡吕普索的岛后，遭波塞冬袭击被冲到费阿刻斯人居住海滩的河口附近。他在躲藏中被恰巧到河边洗衣的费阿刻斯公主瑙西卡和她的侍女们吵醒。他钻出来，把一个球交还给其中一个玩球的侍女，并赞美了瑙西卡的美貌，乞求她能帮助他，而瑙西卡答应了。
- 《尤利西斯》：锡茜·凯弗里，她的双胞胎兄弟和她的朋友伊棣·博德曼，还有坐得稍远一点的格蒂·麦克道尔，在桑迪芒特海滩上乘凉。格蒂对那些吵闹只会添乱的男孩子以及她那些有点庸俗的朋友们很不耐烦。她做着很详细的白日梦，包括她浪漫的想望还有精神抗争。双胞胎兄弟把球踢到了也在海滩上的布卢姆脚下，于是格蒂也把他编织到自己的思绪里。（但读者很难分清楚哪些是格蒂的意识流而哪些又是布卢姆的意识流。）烟火表演开始了，她的朋友们沿着海滩跑着，只有格蒂安静地坐在布卢姆不远处，向后仰去看烟火，而她正让布卢姆窥视到她的裙子内。布卢姆在她离开时发现她是一个瘸子，并且在她“展示”时行了手淫。单独一人的布卢姆的意识逐渐沿着女人、婚姻、嗅觉流动。他想为格蒂写一个关于他自己的故事，还想起了他的孩子们，还有格蒂。

#### 太阳神牛（第十四章）
- 时间：22:00
- 场景：国立妇产医院
- 器官：子宫
- 学科：内科学
- 颜色：白色
- 象征物：母亲
- 技巧：胚胎发育
- 对应：特里纳克里亚岛-医院；太阳神的女儿-护士；太阳神-霍恩；牛-多产；罪行-欺骗

#### 喀耳刻（第十五章）
- 时间：24:00
- 场景：红灯区的妓院
- 器官：运动系统
- 学科：魔术
- 颜色：无
- 象征物：妓女
- 技巧：幻觉
- 对应：喀耳刻-贝拉

### 回归
回归（The Nostos）是布卢姆和迪达勒斯共同活动的部分，最后以各自回家结束，对应着奥德修斯的回归。时间跨度从凌晨一点开始，而结束时间不十分明确。

#### 欧迈俄斯（第十六章）
- 时间：1:00
- 场景：马车夫棚
- 器官：神经
- 学科：航海
- 颜色：无
- 象征物：水手
- 技巧：叙事（老年的）
- 对应：欧迈俄斯-“剥山羊皮”；尤利西斯-水手；墨兰提奥斯-库里

#### 伊萨卡（第十七章）
- 时间：2:00
- 场景：布卢姆家
- 器官：骨骼
- 学科：自然科学
- 颜色：无
- 象征物：彗星
- 技巧：教理問答
- 对应：安提诺奥斯-壮鹿马利根；欧律玛科斯-一把火鲍伊兰；弓-理性；求婚者-踌躇

#### 帕涅罗佩（第十八章）
- 时间：不明
- 场景：床上
- 器官：肉体
- 学科：无
- 颜色：无
- 象征物：大地
- 技巧：内心独白（女性的）
- 对应：帕涅罗佩-大地；网-运动

## 《尤利西斯》譯本

### 中译本
- 1920年代徐志摩在歐洲读《尤利西斯》说：“这部书恐怕非但是今年，也许是这个时期裡的一部独一著作，他书后最后100页，那真是纯料的‘Prose’，像牛酪一样润滑，像教堂裡石坛一样光澄，非但大写字母没有，连可厌的符号一齐灭迹，也不分章句篇节，像一大匹白罗披泻，一大卷瀑布倒挂，丝毫不露痕迹，真大手笔！”[3]
- 1979年錢鍾書在《管錐編》第一冊（第394頁）中，用《尤利西斯》第十五章來解釋《史記》。葉君健曾說：“中國只有錢鍾書能譯《尤利西斯》，因為漢字不夠用，錢先生能邊譯邊造詞。”錢鍾書謙虛地表示：“八十衰翁，再來自尋煩惱討苦吃，那就仿佛別開生面的自殺了。”[4]
- 翻译家金隄于1982年至90年代期间陆续翻译了《尤利西斯》全本，1993年在台灣九歌出版社出版《尤利西斯》上卷，中国大陆由人民文学出版社于1996年出版。金隄成為《尤利西斯》首位中譯者。
- 1981年袁可嘉選編的《外國現代作品選》第二冊收入《尤利西斯》第二章中譯文。
- 作家萧乾、文洁若夫妇于二十世纪90年代翻译了《尤利西斯》全本，1994年由译林出版社出版，1995年在台北由時報文化出版公司出版。此譯本在最后一章，做了断句处理。

### 俄譯本
- 1935年首次有譯文发表在苏联《世界文学》杂志。1989年维·欣斯基和谢·霍罗齐的全译本開始在苏联《外国文学》杂志第1期上連載。

## 批評
夏志清曾说：“要再读一遍乔伊斯的《尤利西斯》，我情愿去读狄更斯。”
1993年布克奖得主之爱尔兰作家羅迪·道伊爾（Roddy Doyle）在纽约的乔伊斯纪念研讨会上公开承认《尤利西斯》让他读不下去，认为它“被高估、冗长、毫无感人之处，”又說：“人们总是把《尤利西斯》归入史上十佳图书之列，但我怀疑这些人中可有一位曾为之感动”。

### 乔伊斯相关
- 乔伊斯
- 意识流文学
- 都柏林人

### 奥德赛相关
奥德赛
希腊神话